# Новодонецьке (Краматорський район)
Новодоне́цьке — селище у Краматорському районі Донецької області. Адміністративний центр Новодонецької селищної громади. Розташоване на річці Водяна за 124 км від Донецька.

## Історія
Селище Красноармійської групи гідрошахт, нині — Новодонецьке, утворено 1956 р. у зв'язку з будівництвом гідрошахти «Піонер», яка в комплексі зі збагачувальною установкою дала перше вугілля 1961 р. В 1956 р. розпочато будівництво шахтного селища і автодоріг до шахт і Добропілля. В першу чергу, побудували будівлю барачного типу (знесені до 1996 р.), Клуб «Шахтар», школу-інтернат, книжковий магазин і міст на південному виїзді з селища.

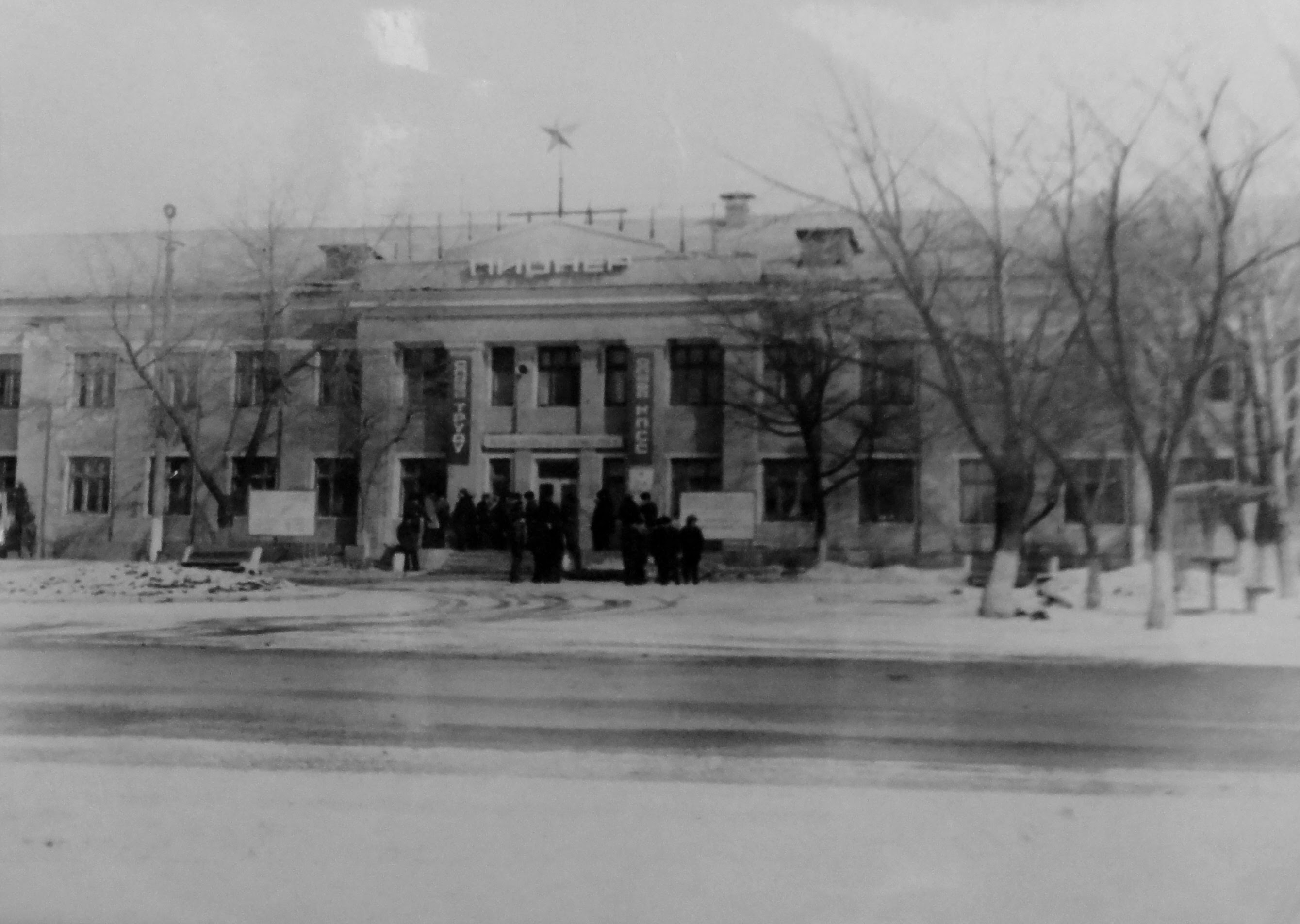
Гідрошахта «Піонер»

Завдяки Донецькому обласному архіву можна уявити, з якими труднощами зіткнулося робітниче селище на початку свого існування. В 1957 р. Олександрівський район додатково відчужує 250 га колгоспних земель під об'єднане селище шахт Д-1 і Д-2. В 1959 р. в будівлі гуртожитку відкривається лікарня на 50 ліжок, — населення обслуговували 3 лікарі замість 13, покладених по штату. Приблизно в цей час у селищі відкриваються побутові майстерні Степанівської сільпо: швейна, взуттєва, годинникова, і перукарня. В 1959 р. Олександрівська райрада розглянула і затвердила скоригований план об'єднаного селища шахт Д-1, Д-2, Д-3, гідрорудника і селища шахтобудівників, в який входили заходи щодо очищення русла р. Самара і переносу ринкової площі подалі від станції (оскільки тут було заплановано зведення лікарняного містечка). На початку 60-х рр. в селищі вже діяли бібліотеки будуправління № 4 та № 8, дитсадок, ясла.

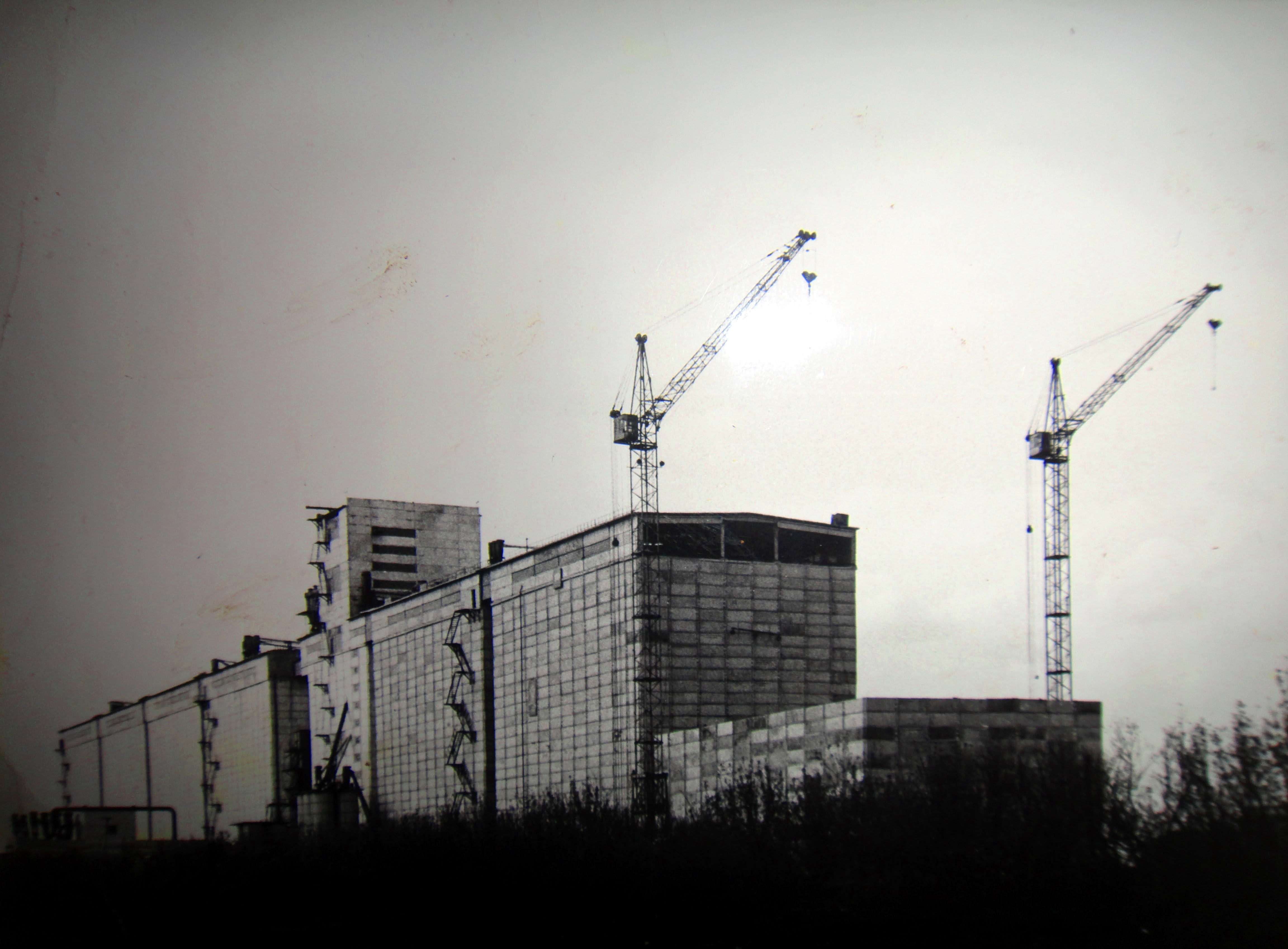
Будівництво елеватора

Коли були побудовані перші вулиці селища, жителі зіткнулися з проблемою неякісної роботи підрядних організацій: будуправління № 4 та № 8, Сантехелектромонтаж (ділянка № 4) під час будівельних робіт подчастей руйнували те, що було зроблено в попередні роки з благоустрою. Так, багато проїзні і внутрішньоквартальні дороги були забруднені, захаращені, т.к. підрядники погано вели роботу з будівництва водопроводу, каналізації, тепломережі, не доводячи розпочату справу до кінця. Місцями був пошкоджений електрокабель.
В 1961 р. селищна рада розробляє правила, за допомогою яких намагається нормалізувати санітарну обстановку в селищі. Так, будівельно-монтажні роботи з руйнуванням доріг і тротуарів, псуванням лісонасаджень допускається проводити лише при згоді на те селищної ради. Виділено певні місця під стоянку робітника і будівельного автотранспорту; причому, стоянка на вулицях, біля гуртожитків і житлових будинків заборонялася. Заборонявся проїзд автотранспортом тротуару, а також рух гусеничного транспорту по асфальтованих дорогах. Олександрівський автопарк зайнявся установкою дорожніх знаків.
Будівля буфета їдальні № 9 Добропільського ОРСа біля автобусної зупинки, в якому продавали спиртне і біля якого відбувалися бійки, передали під квиткову касу Новодонецької автоколони. Проводились роботи по збереженню ставу в районі селища: перемичка водозливу періодично зміцнювалася для захисту водойми під час весняного паводку. В 1964 р. автодорога через селище і станцію була заасфальтована.
В 1960-х роках в Новодонецькій школі-інтернаті діяв експедиційний загін «В глибину століть», що займався краєзнавством, і що зібрав, зокрема, багатий матеріал з історії будівництва гідрошахт. Нині назріла необхідність очищення р. Водяна в районі Новодонецька, Іверського.
В 1990-х роках шахта «Піонер» дивом змогла провести реконструкцію. Після розпаду СРСР виявилося, що обладнання для гідровиїмки вугілля проводиться за кордоном. Все це відбувалося на тлі систематичних збоїв у державному фінансуванні вуглевидобутку, величезної заборгованості по зарплаті та енергоносії. Шахту могла спіткати сумна доля сусідки — гідрошахти «Червоноармійська». Від закриття шахту «Піонер» врятувало те, що до 1999 р. на ній змогли підготувати лаву пласта m3. В 1999 р. шахта «Піонер» перейшла на традиційний — «сухий» спосіб видобутку вугілля. Нову лаву обладнали комплексом 3МКД90.
На станції Легендарна (за проектом Міністерства оборони СРСР на зведення залізниці Дубове — Мерцалове роздільний пункт іменувався Степанівка) знаходяться перевантажувальні комплекси довгомірів і навалювальних вантажів, пункт техогляду і елеватор, розрахований на відвантаження більш 2 тис. тонн зернових на добу (20-25 вагонів-зерновозів). Розмір бункерних ємностей — найбільший в Україні і третій за величиною в Європі (150 тис. т). Нині елеватор працює не більше ніж на третину проектної потужності, забезпечуючи відправку шести вагонів-зерновозів і з десяток автомашин на добу. Автостанція в Новодонецькому знаходиться біля південного виїзду з селища (ст. Легендарна — біля північного виїзду, звідси до автостанції — близько 2 км через селище пішки), відправляє автобуси на Олександрівку, Лозову, Білозерське, Добропілля, Красноармійськ, Донецьк, Краматорськ, Знаменівка.

## Населення

### Мова
Розподіл населення за рідною мовою за даними перепису 2001 року:
| Мова            | Кількість | Відсоток |
| --------------- | --------- | -------- |
| українська      | 3452      | 54.85%   |
| російська       | 2820      | 44.80%   |
| білоруська      | 7         | 0.11%    |
| румунська       | 5         | 0.08%    |
| вірменська      | 1         | 0.02%    |
| циганська       | 1         | 0.02%    |
| інші/не вказали | 8         | 0.12%    |
| Усього          | 6294      | 100%     |

За даними перепису 2001 року населення селища становило 6294 осіб, із них 54,85 % зазначили рідною мову українську, 44,80 % — російську, 0,11 % — білоруську, 0,06 % — молдовську, 0,02 % — вірменську, циганську та румунську
Динаміка зміни населення Новодонецького за роками:

## Економіка

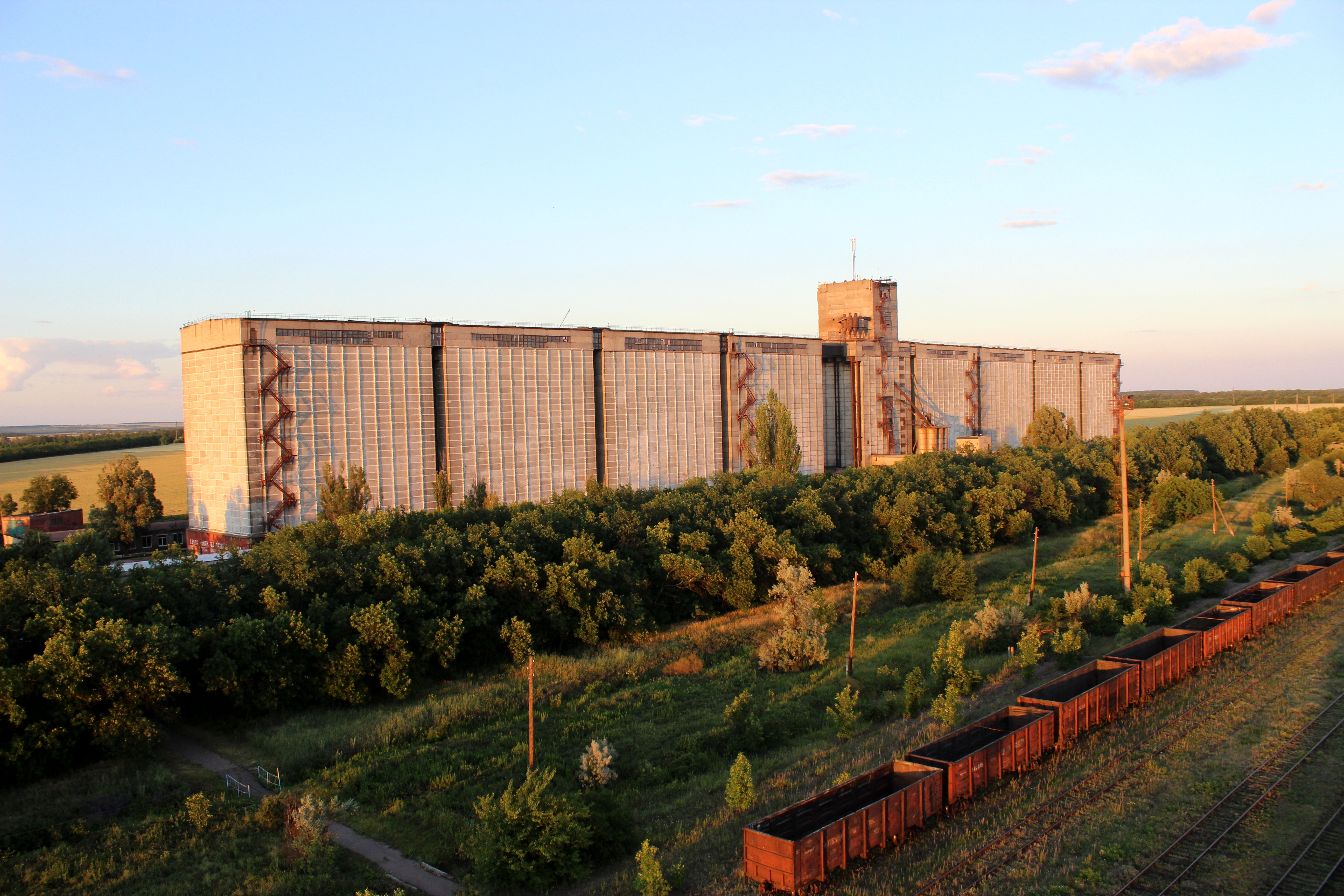
Элеватор «Легендарний»

Шахтарське селище, розташоване біля шахти «Піонер» та збагачувальної фабрики «Піонер», яка входить до складу державної холдингової компанії «Добропіллявугілля». Нині в Новодонецькому діють 2 школи, 3 дитсадки, Будинок культури, бібліотека, спорткомплекс, лікарня. На ст. Легендарна знаходиться елеватор, розрахований на відвантаження понад 2 тис. тонн зернових на добу (20-25 вагонів-зерновозів). Розмір бункерних ємностей — найбільший в Україні і третій за величиною в Європі (150 тис. т). Нині елеватор працює не більше ніж на третину проектної потужності, забезпечуючи відправку шести вагонів-зерновозів і з десяток автомашин на добу.

## Соціальна сфера
Нині в Новодонецькому діють 2 школи, 3 дитсадка, РАГС, дом культури, бібліотека, музична школа, спорткомплекс, лікарня, відділення зв'язку та ощадбанку. За радянських часів у селищі діяла меблева фабрика, ресторан і 3 бібліотеки.

## Релігія

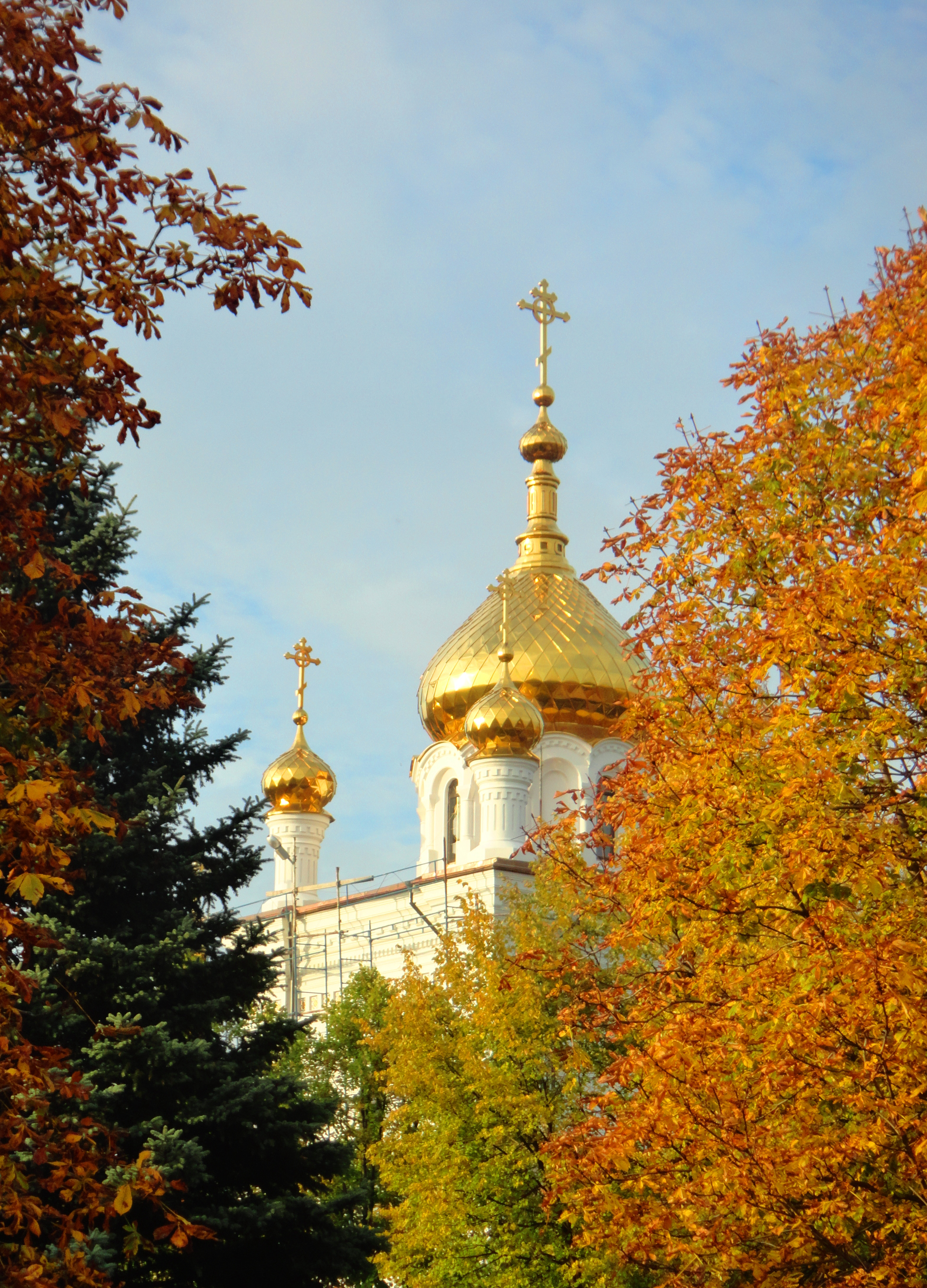
Храм Патріарха Московського І Всієї Русі Тихона

Горлівська і Слов'янська єпархія Української Православної Церкви. Тихоновський храм. Престольне свято: пам'ять свт. Тихона Задонського (1 серпня, 26 серпня). Настоятель: протоієрей Володимир Кузовков. Священнослужителі: священик Михайло Утяцький. Адреса: 85010 п. Новодонецьке м. Добропілля, вул. Московська, 9. Храм у пристосованому приміщенні був відкритий в 1993 році. З 2000 року ведеться будівництво типового храму.
Донецький екзархат Українська Греко-Католицька Церква. Парафія «Преображення Господнього» смт Новодонецьке, Добропільський р-н, Донецької обл., вул. Шкільна, 1, 85010. о. Стефан Попадюк.

## Постаті
- Смоляр Іван Дмитрович (1961—2015) — молодший сержант Збройних сил України, учасник російсько-української війни 2014—2017.

## Галерея

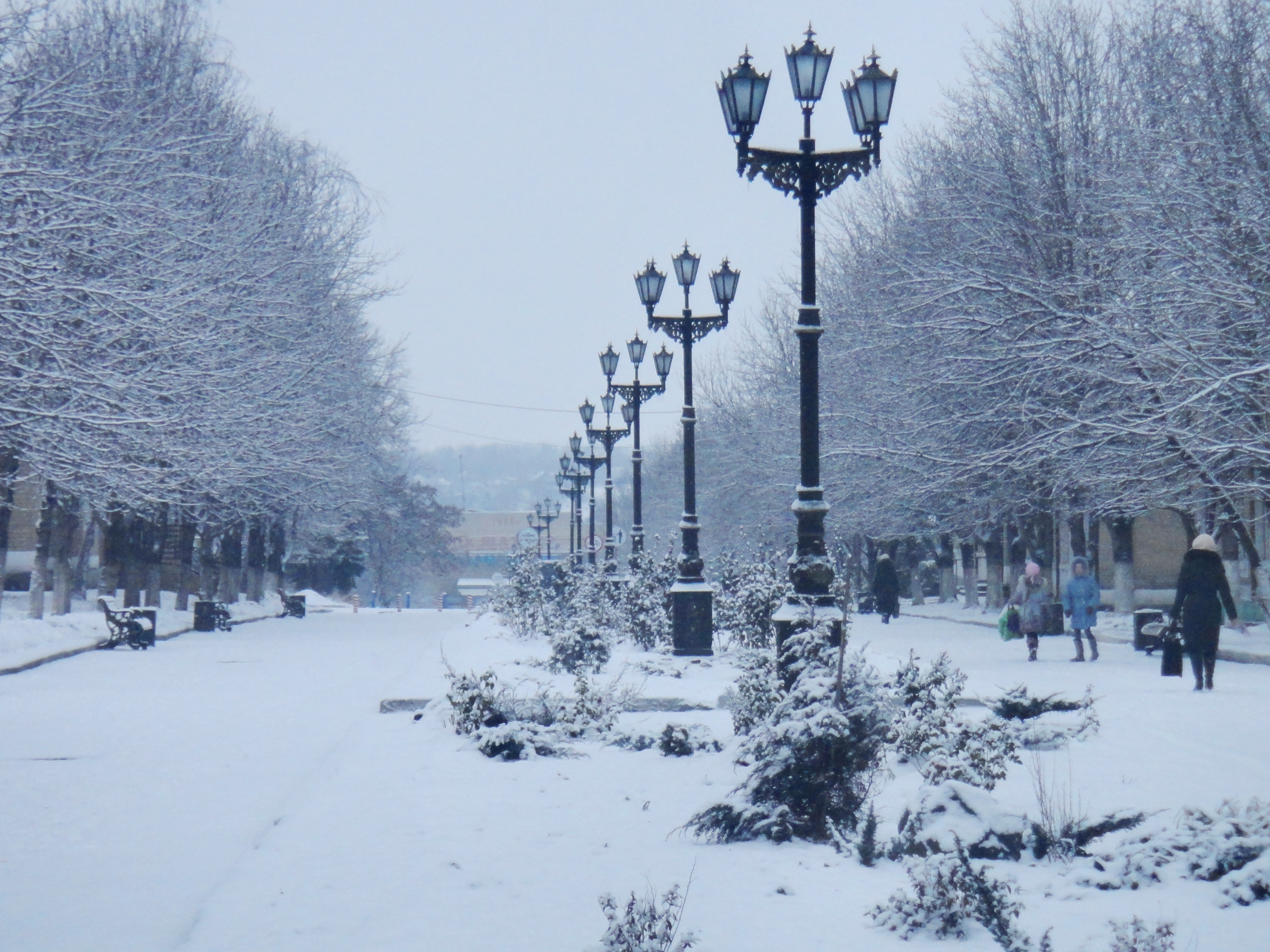
Алея
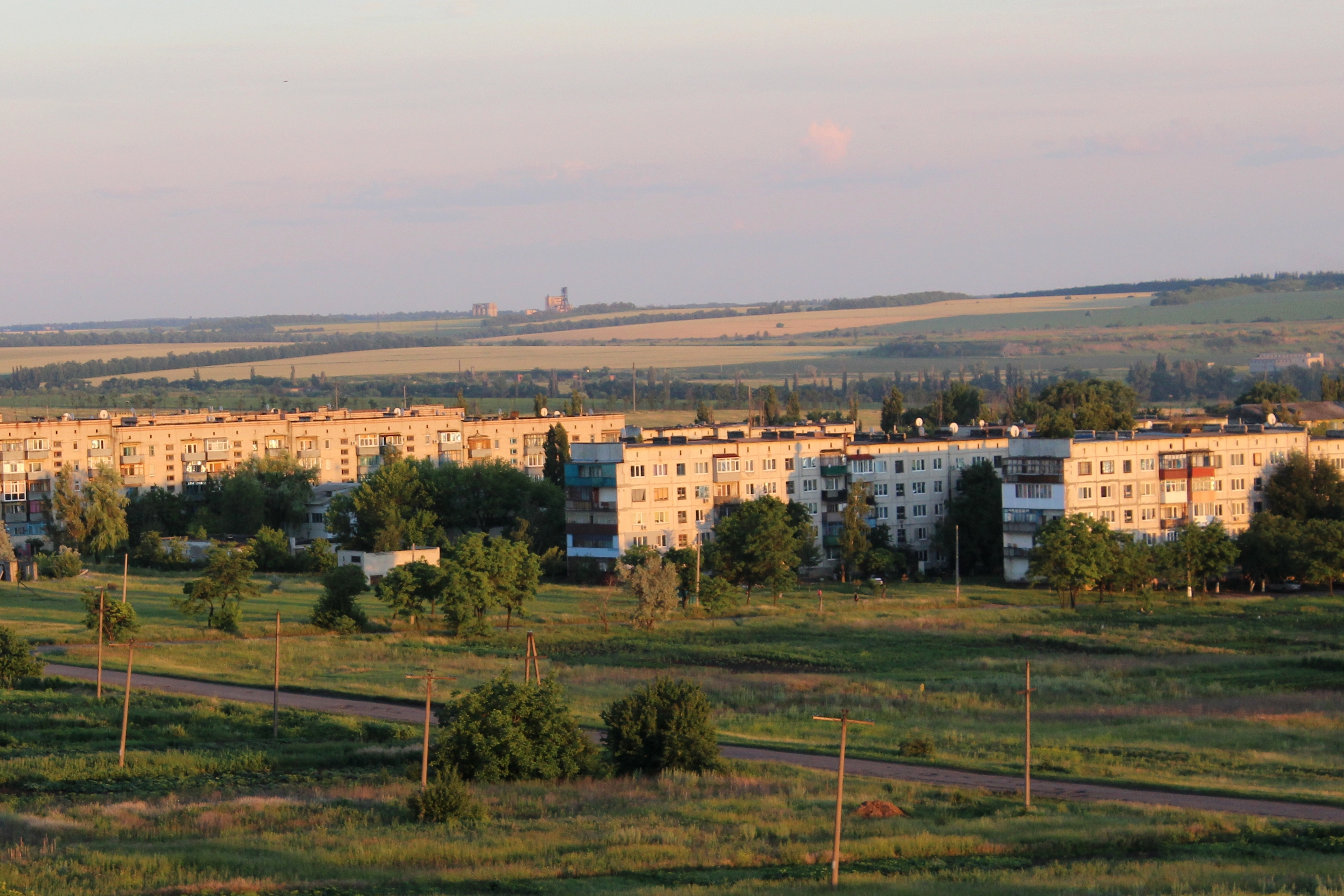
Новодонецьке, Україна
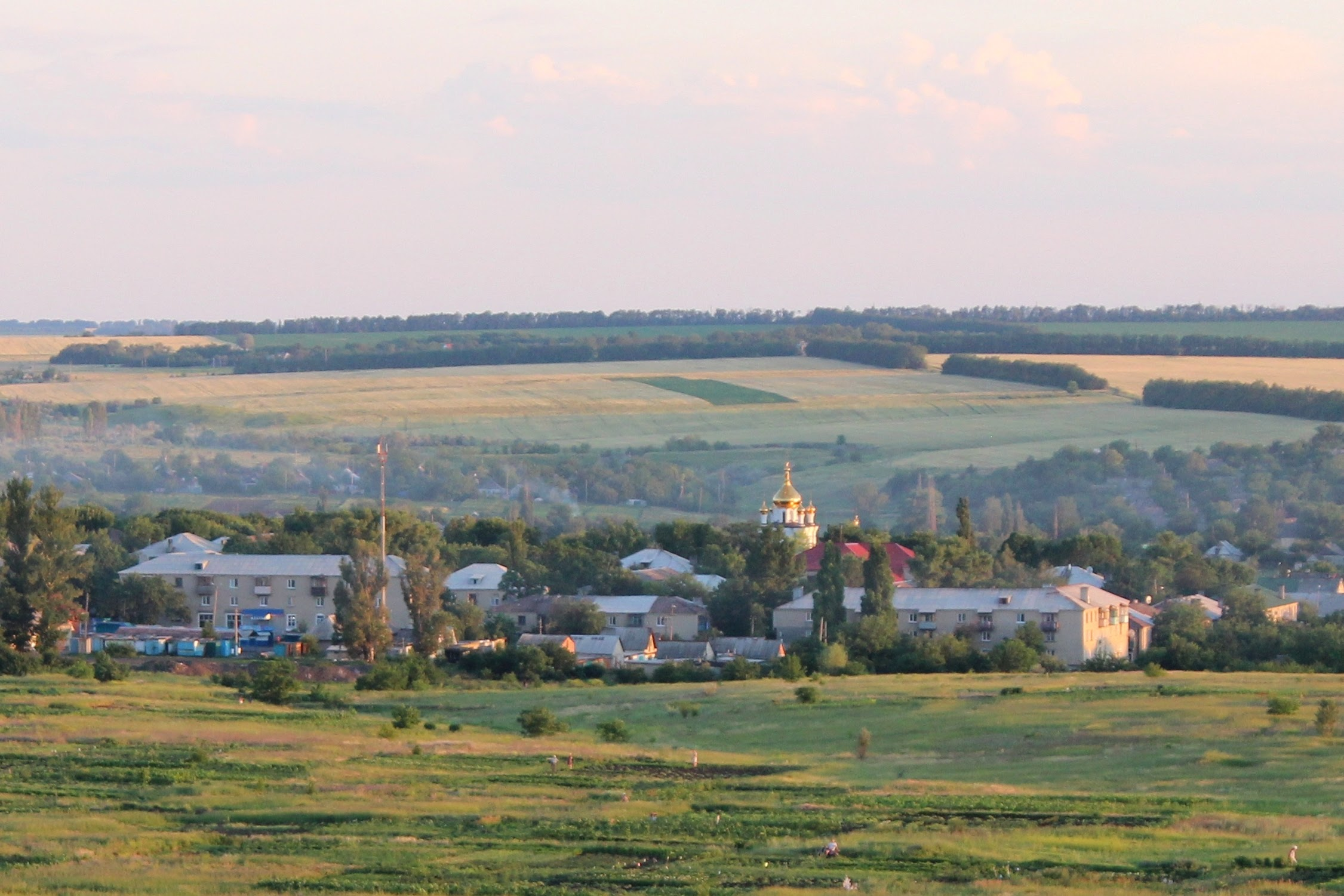
Новодонецьке
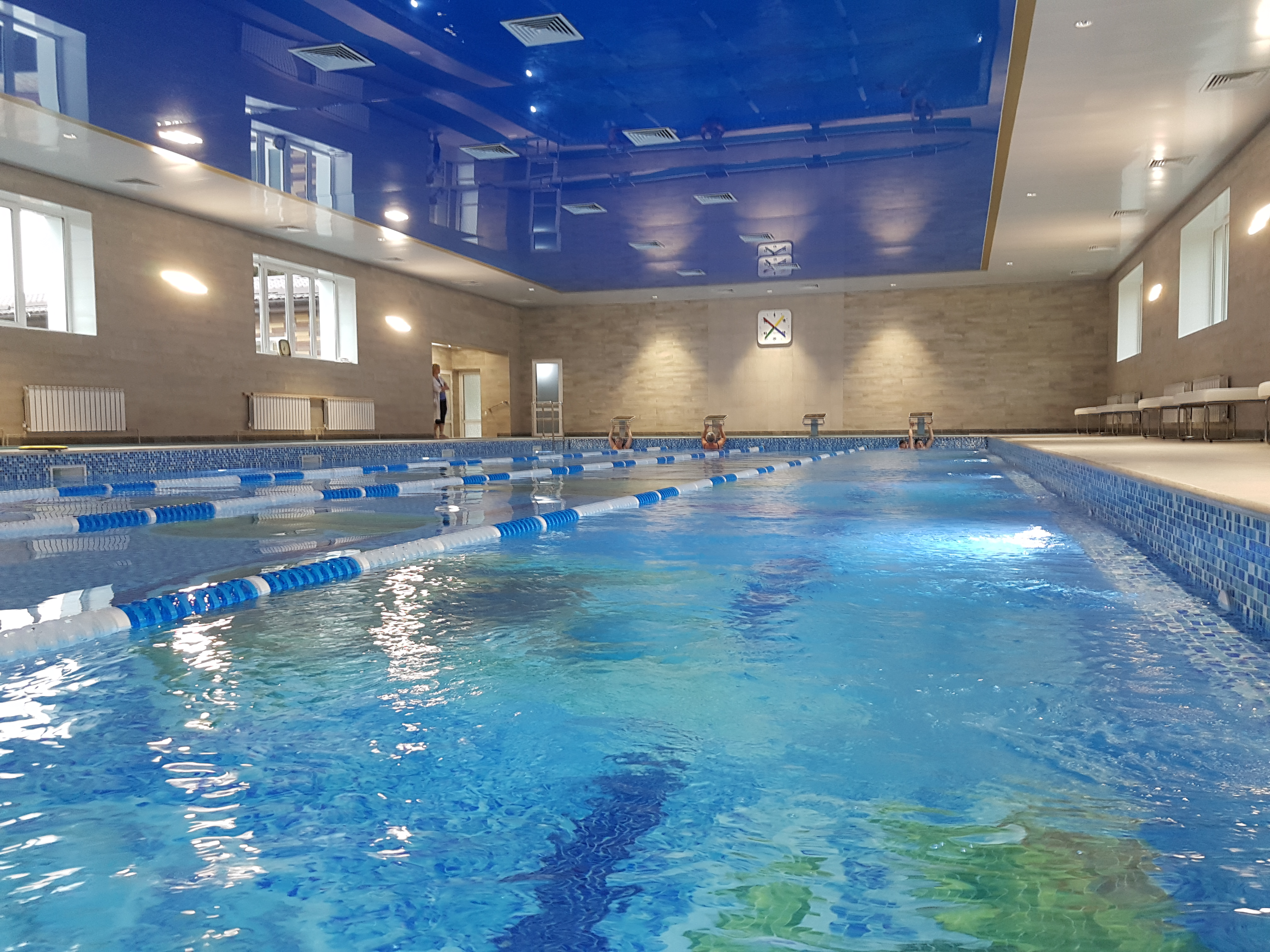
Плавальний басейн
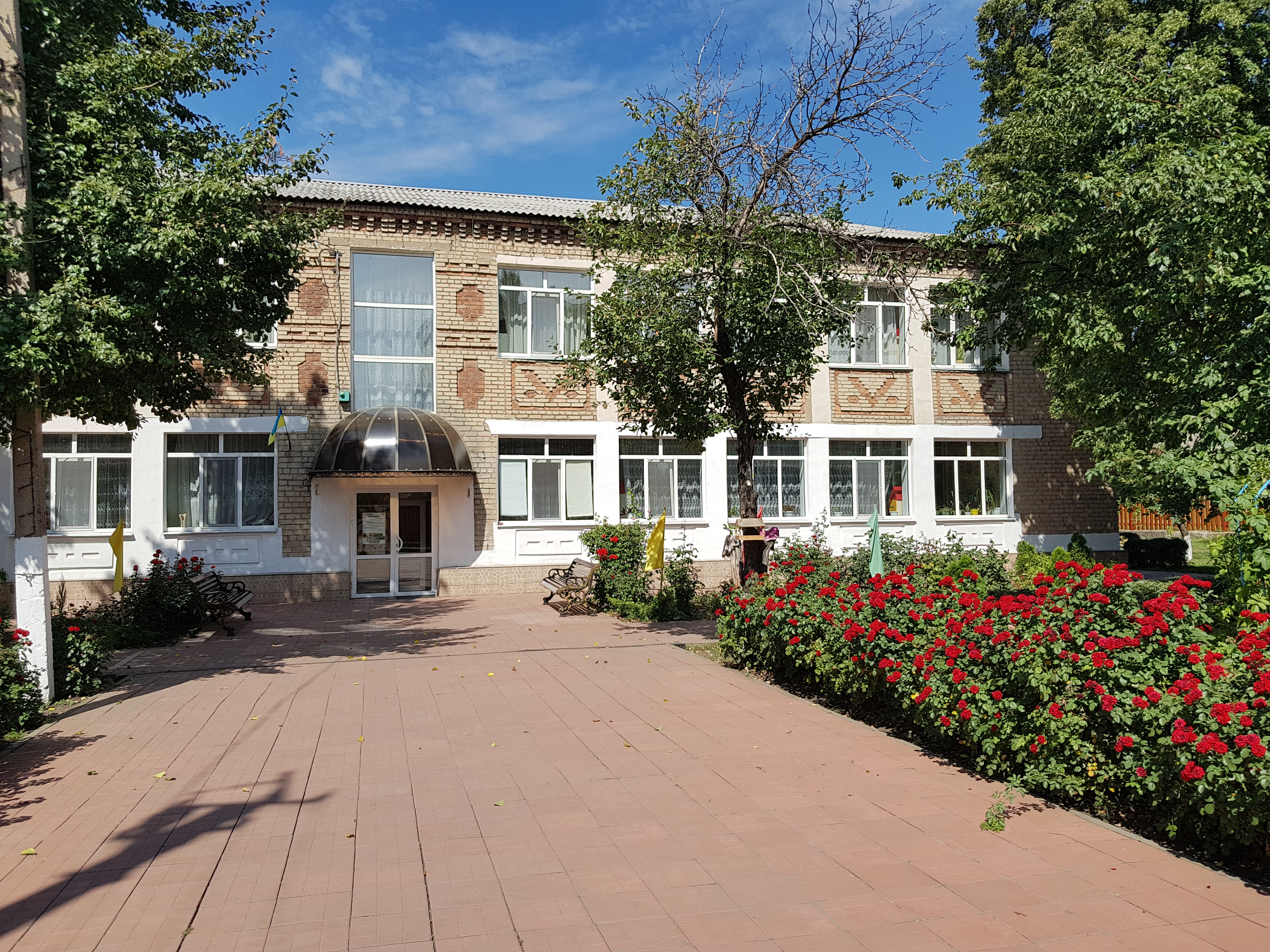
Дитячий садок «Ромашка»
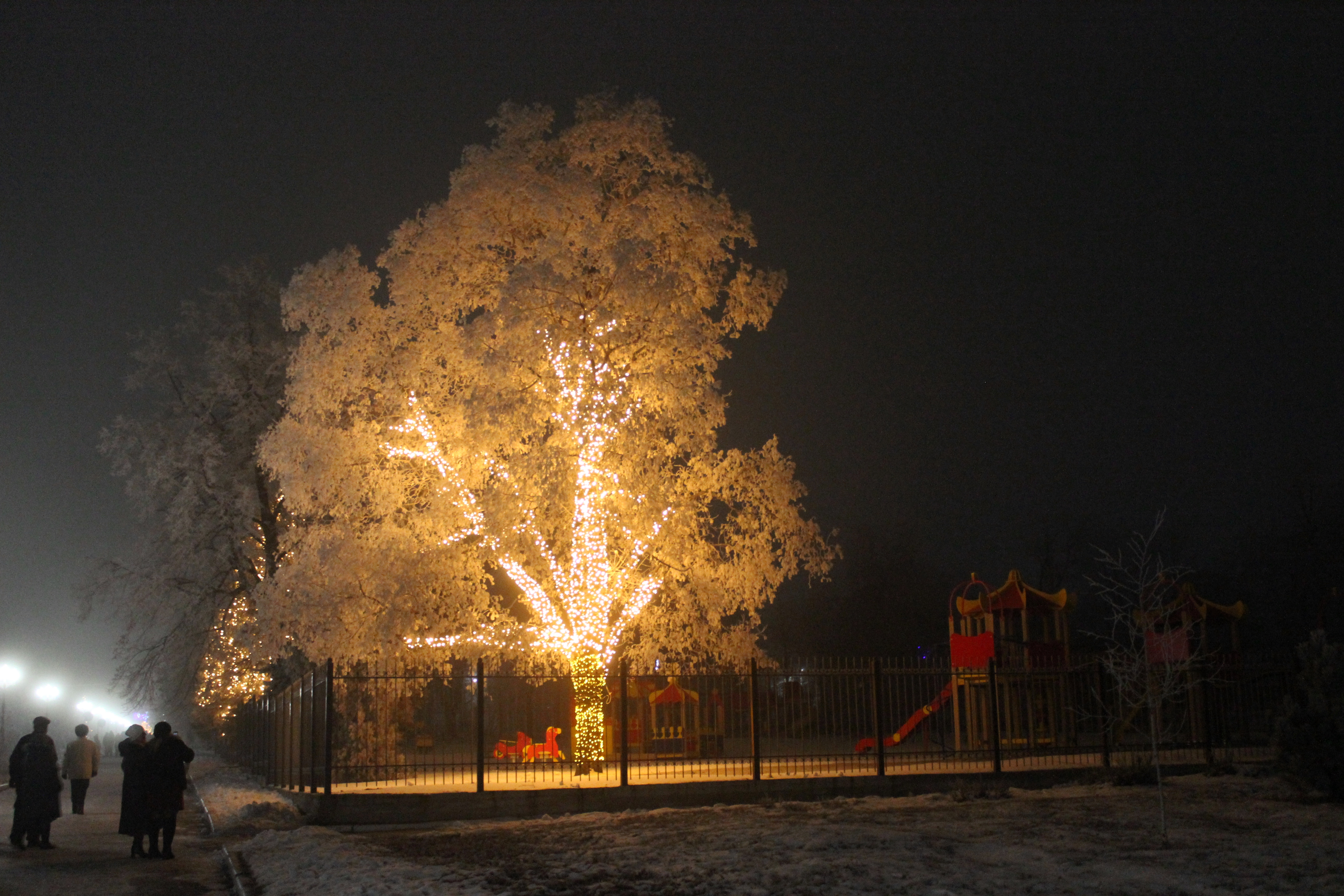
Дитячий майданчик
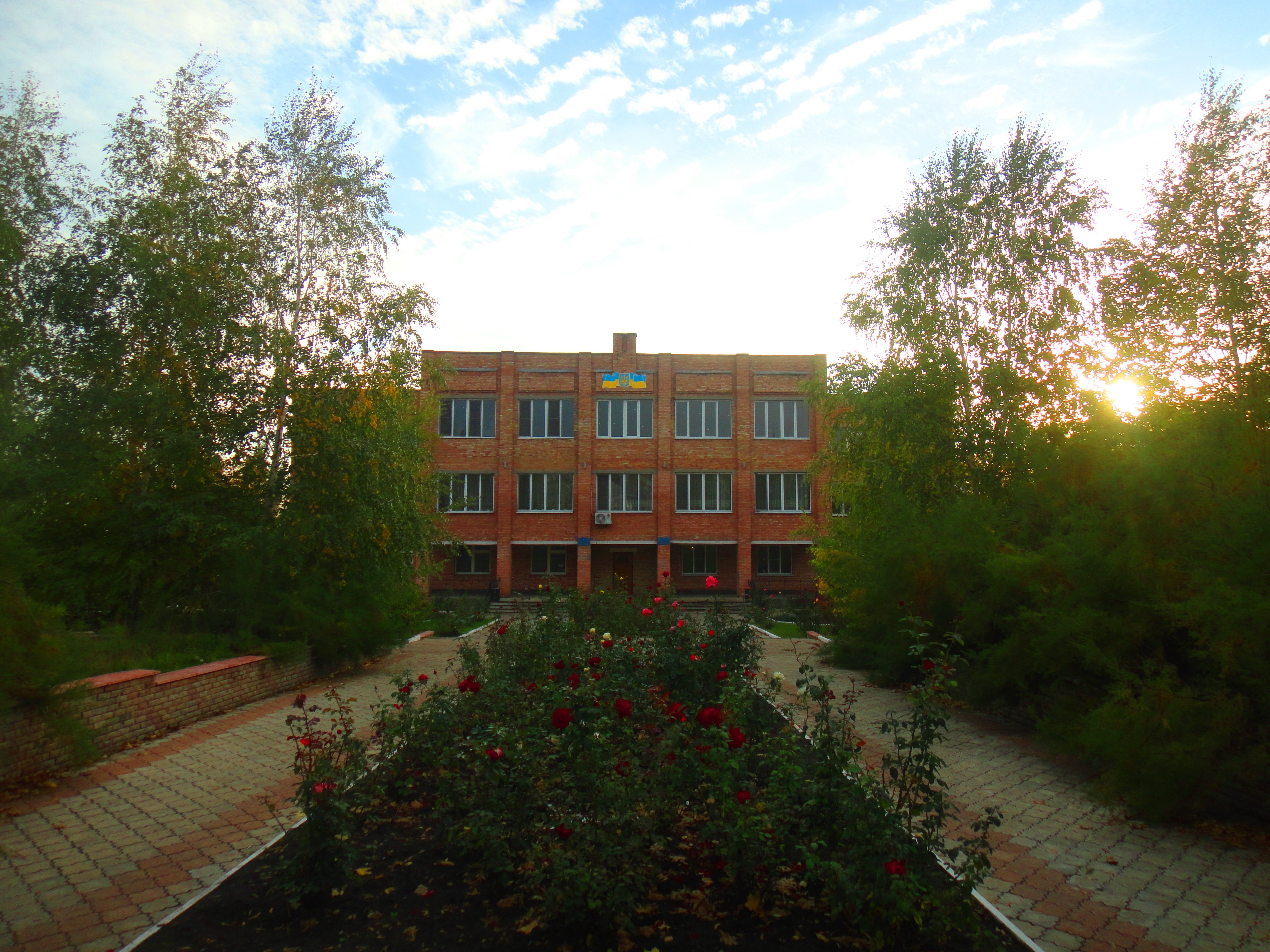
Новодонецька селищна рада